# Gryllacris ceticulata
Gryllacris ceticulata är en insektsart som beskrevs av Brunner von Wattenwyl 1888. Gryllacris ceticulata ingår i släktet Gryllacris och familjen Gryllacrididae. Inga underarter finns listade i Catalogue of Life.